# Центральний (Межевський район)
Центральний (рос. Центральный) — селище в Межевському районі Костромської області Російської Федерації.
Населення становить 140 осіб. Орган місцевого самоврядування — Родинське сільське поселення.

## Історія
Від 1944 року населений пункт належить до Костромської області.
Від 2007 року входить до складу муніципального утворенняРодинське сільське поселення.

## Населення
| 2008 | 2010 | 2012 | 2013 | 2014 | 2015 | 2016 |
| ---- | ---- | ---- | ---- | ---- | ---- | ---- |
| 306  | ↘242 | ↘226 | ↘209 | ↘195 | ↘184 | ↘174 |
| 2017 | 2018 | 2019 | 2020 |      |      |      |
| ↘160 | ↘150 | ↘142 | ↘140 |      |      |      |